# Пилзен
Пилзен или Пълзен (на чешки: Plzeň; на немски: Pilsen) е град в Западна Бохемия в Чехия, център на Пилзенски край. С население от 170 936 души (2018) градът е четвъртият по големина в Чехия. Разположен е на 90 km западно от Прага при сливането на четири реки (Радбуза, Мже, Ихлава и Ислава), при което се образува реката Бероунка.
Градът е световноизвестен с бирата марка Pilsner.

## История
Пилзен е споменат за пръв път като замък със същото име през 976 година. Тогава той се превръща в място на битката между чешкия княз Болеслав II Благочестиви и император Ото II. Пилзен е обявен за град през 1295 година, когато крал Венцеслав II му дава градски права и основава нова част на града, разположена на 10 km от първоначалното място, което днес е известно като град Стари Пилзенец. Пилзен бързо става важно селище по търговския път, водещ към Нюрнберг и Регенсбург. През 14 век е третият по големина град в Чехия след Прага и Кутна Хора. По време на Хусистките войни Пилзен е център на католическата съпротива срещу хуситите: Прокоп Великият се опитва на три пъти да го превземе, но не успява. През 1486 г. градът вече има печатарска преса, на която е напечатана първата чешка печатна книга, Троянска хроника.
Император Рудолф II управлява Свещената римска империя от Пилзен от 1599 до 1600 година. По време на Тридесетгодишната война градът е завладян през 1618 г. от Мансфелд след Обсадата на Пилзен, а императорските войски успяват да го освободят чак през 1621 г. Германският военачалник Албрехт фон Валенщайн разполага своя щаб в Пилзен през зимата на 1633 година. Градът е неуспешно обсаждан от шведите през 1637 и 1648 г.
В края на 17 век архитектурата на Пилзен е повлияна от барока. Днес историческият център на града е обявен за архитектурен резерват и се намира под защита от 1989 г.
На 6 май 1945 година, в края на Втората световна война, Пилзен е освободен от Нацистка Германия от съюзниците. От 1990 г. всяка година Пилзен организира ежегоден Фестивал на Освобождението в знак на признателност към съюзниците.
След като комунистите вземат властта в Чехословакия през 1948 г., новото чехословашко правителство извършва валутна реформа, която не се приема от гражданите и води до така нареченото Въстание на пилзенските работници през 1953 г.

## Образование
Пилзен е център на академичния, икономическия и културния живот в западната част на Чехия. Университетът на Западна Бохемия е известен с факултетите си по право, инженерство и приложни науки.

## Икономика
Световноизвестната марка бира Pilsner е създадена в Пилзен през 19 век.
От втората половина на 1990-те години в града силно се повишават чуждестранните инвестиции. Пилзен произвежда приблизително 2/3 от БВП на целия Пилзенски край, въпреки че населението му е едва 29% от това в цялата област. Въз основа на тези данни се вижда, че Пилзен има като цяло БВП в размер на $7,2 млн., а БВП на глава от населението възлиза на $44 000. Част от причините за толкова висок БВП е, че част от работещите в града живеят другаде, въпреки всичко градът е един от най-богатите в Чехия.
Компанията Škoda е създадена в Пилзен през 1859 година и е имала важно значение за икономиките на Австро-Унгария и Чехословакия. Производството ѝ е било насочено предимно към страните от Източния блок, но след Нежната революция намалява заради липса на пазари и дългове. Сега известният завод за коли е в по-добро състояние и има две основни производства – Škoda Power за турбини и Škoda Transportation за локомотиви и трамваи.
Освен това Пилзен има най-голямата пивоварна и спиртоварна в Чехия – Plzeňský Prazdroj. Много чуждестранни компания имат производствени заводи в Пилзен, например Daikin и Panasonic.

## Туризъм
Сред най-известните забележителности на Пилзен е готическата катедрала Св. Вартоломей, построена в края на 13 век. Кулата на катедралата е висока 102,26 m и това я прави най-високата в Чехия. Други популярни места са сградата на кметството и Голямата синагога на Пилзен, която е втората по големина в Европа след синагогата на Будапеща в Унгария. Пилзен има 20-километров исторически подземен тунел – сред най-дългите в Централна Европа. Част от него с дължина 750 m и дълбочина 12 m е отворена за посетители.
Пилзен е известен с многото си бирарии. Специално за туристите е разработена обиколка на пилзенските бирарии, чрез която те могат да научат за историята на бирата.
Пилзен е избран за „Културна столица на Европа“ за 2015 година.

## Известни граждани
- Петър Чех (р. 1982), футболист
- Петер Грюнберг (р. 1939), немски физик и носител на Нобелова награда за 2007 г.
- Рудолф Карел (1880 – 1945), композитор
- Бедржих Сметана (1824 – 1884), композитор
- Емил Шкода (1839 – 1900), инженер и индустриалец
- Карел Гот (1939 – 2019), чешки поп-певец, наричан „крал на чешката поп-музика“